# Alfsee
Alfsee este o arie protejată (arie de protecție specială avifaunistică — SPA) din Germania întinsă pe o suprafață de 323 ha, integral pe uscat.

## Localizare
Centrul sitului Alfsee este situat la coordonatele 52°29′29″N 7°59′01″E / 52.4914°N 7.9836°E.

## Înființare
Situl Alfsee a fost declarat arie de protecție specială avifaunistică în iunie 2001 pentru a proteja 65 de specii de animale.

## Biodiversitate
Situată în ecoregiunea atlantică, aria protejată nu include niciun habitat protejat.
La baza desemnării sitului se află mai multe specii protejate de  păsări (65): lăcar-de-lac (Acrocephalus scirpaceus), fluierar de munte (Actitis hypoleucos), rață sulițar (Anas acuta), rață lingurar (Anas clypeata), rață mică (Anas crecca crecca), rață fluierătoare (Anas penelope), Anas platyrhynchos platyrhynchos, rață cârâitoare (Anas querquedula), Anas strepera strepera, Anser albifrons albifrons, gâscă cenușie (Anser anser), gâscă de semănătură (Anser fabalis), Ardea cinerea cinerea, pietruș (Arenaria interpres), rață-cu-cap-castaniu (Aythya ferina), rața moțată (Aythya fuligula), Aythya marila, Branta bernicla bernicla, gâsca canadiană (Branta canadensis), Branta leucopsis, Bucephala clangula, fugaci de țărm (Calidris alpina), fugaci roșcat (Calidris ferruginea), fugaci mic (Calidris minuta), egretă mare (Casmerodius albus albus), Charadrius dubius curonicus, prundaș gulerat mare (Charadrius hiaticula), chirighiță neagră (Chlidonias niger), barză albă (Ciconia ciconia ciconia), Cygnus columbianus bewickii, lebădă de iarnă (Cygnus cygnus), lebădă de vară (Cygnus olor), Fulica atra atra, becațină comună (Gallinago gallinago), scoicar (Haematopus ostralegus), Larus argentatus, pescăruș sur (Larus canus), Larus fuscus intermedius, Larus marinus, pescăruș mic (Larus minutus), pescăruș râzător (Larus ridibundus), ferestraș mic (Mergus albellus), Mergus merganser merganser, Mergus serrator, gaia roșie (Milvus milvus), rață cu ciuf (Netta rufina), Numenius arquata arquata, Numenius phaeopus, grangur (Oriolus oriolus), Phalacrocorax carbo sinensis, bătăuș (Philomachus pugnax), Podiceps cristatus cristatus, Podiceps grisegena grisegena, Podiceps nigricollis nigricollis, ciocântors (Recurvirostra avosetta), eider (Somateria mollissima), chiră de baltă (Sterna hirundo), Sterna paradisaea, Tachybaptus ruficollis ruficollis, călifar alb (Tadorna tadorna), fluierar negru (Tringa erythropus), fluierar cu picioare verzi (Tringa nebularia), fluierarul de zăvoi (Tringa ochropus), fluierarul cu picioare roșii (Tringa totanus), nagâț (Vanellus vanellus).